# La Ladrillera, Puebla
La Ladrillera är en ort i Mexiko.   Den ligger i kommunen San Salvador el Verde och delstaten Puebla, i den sydöstra delen av landet, 70 km öster om huvudstaden Mexico City. La Ladrillera ligger 2 426 meter över havet och antalet invånare är 122.
Terrängen runt La Ladrillera är varierad. Runt La Ladrillera är det tätbefolkat, med 511 invånare per kvadratkilometer. Närmaste större samhälle är San Martin Texmelucan de Labastida, 8,9 km öster om La Ladrillera. Omgivningarna runt La Ladrillera är en mosaik av jordbruksmark och naturlig växtlighet.